# Elisabeth Magdalene von Brandenburg
Elisabeth Magdalene von Brandenburg (* 6. November 1537 in Cölln; † 1. September 1595 ebenda) war Markgräfin von Brandenburg und durch Heirat Herzogin von Braunschweig-Lüneburg.

## Leben
Elisabeth Magdalene war eine Tochter des brandenburgischen Kurfürsten Joachim II. (1505–1571) aus dessen zweiter Ehe mit Hedwig (1513–1572), Tochter des Königs Sigismund I. von Polen.
Sie heiratete am 5. Februar 1559 in Cölln Herzog Franz Otto von Braunschweig-Celle (1530–1559), Sohn von Ernst I. von Braunschweig-Lüneburg, der 1555 die Regierung angetreten hatte, aber noch im Jahr der Eheschließung an den Blattern starb. Elisabeth Magdalene lebte danach wieder in Berlin, obwohl ihr als Wittum das Amt Lochau verschrieben worden war.
Am 11. September 1595 wurde sie in der Hohenzollern-Gruft im Berliner Dom beigesetzt. Ihr Sarg in der Gruft ist der älteste der vielen Grabmäler im Dom.